# 성금연
성금연(成錦鳶, 1923년 5월 9일 ~ 1983년)은 대한민국의 국악인으로 가야금 산조의 명인이다. 본명은 성육남(成六男)이다. 담양에서 태어났다.
가야금 명인 조명수와 안기욱을 사사하였다. 어려서부터 최옥산, 안기옥에게 가야금 산조를 배운 후 방송과 공연을 통해 뛰어난 기량이 알려져 명성을 얻었다. 1938년 서울로 올라와 조선성악연구회 회원으로 활동하였고, 경기 민속음악인 지영희와 결혼하여 함께 활동하였다. 안기옥 류 가야금 산조를 경쾌하고 화려하게 재구성해 성금연 류 가야금 산조를 만들었다.
성금연은 13현 가야금, 15현 가야금, 철 가야금과 같은 개량 가야금을 만들었으며 가야금 산조도 작곡하였다. 가야금 산조는 짧게 7분에서 20분, 40분으로 이어지고 길게는1시간 20분까지 작곡하였다. 특히 가야금산조 휘모리부분을 만들었다. 1960년 당시 트위스트가 티비에서 나오는것을 보고 눈물의 진주라는 가야금 산조도 작곡했다.
1968년에 중요 무형문화재 제23호 가야금 산조 예능보유자가 되었으나, 1974년에 시나위 예능보유자인 남편 지영희와 함께 미국으로 이민을 떠나며 보유자 인정이 해제되었다. 이후 1986년 사망할 때까지 하와이에서 가야금 전수에 힘썼다. 1984년 귀국해 1986년 6월16일 산울림 소극장에서 귀국독주회를 가진바 있다.

## 참고 문헌
- 이 문서에는 다음커뮤니케이션(현 카카오)에서 GFDL 또는 CC-SA 라이선스로 배포한 글로벌 세계대백과사전의 내용을 기초로 작성된 글이 포함되어 있습니다.